# Машкович, Вадим Павлович
Вадим Павлович Машкович (20 октября 1931, Ленинград — июль 1998) — российский учёный в области радиационной безопасности, лауреат Государственной премии СССР, доктор технических наук, профессор.

## Биография
Родился 20 октября 1931 года в Ленинграде в семье инженеров-химиков.
Блокадник, эвакуирован на Большую землю весной 1942 года.
Учился с 1948 года и окончил в 1956 году Московский инженерно-физический институт (с 2009 года — Национальный исследовательский ядерный университет «МИФИ») и его аспирантуру (1962), кандидатскую диссертацию готовил в ФЭИ (Обнинск).
С 1956 г. работал на кафедре № 1 («Радиационная безопасность человека и окружающей среды») МИФИ: ассистент, руководитель научной группы, доцент, профессор.
Умер в июле 1998 года.
Семья: жена Лидия Евгеньевна, две дочери: Ольга и Анна.

## Научная деятельность
Научные интересы: радиационная физика, теория и физика защиты от ионизирующих излучений, радиационная безопасность при снятии с эксплуатации ядерно-энергетических установок.

### Научные труды
Автор 350 научных трудов, в том числе 29 книг. Публикации:
- Машкович Вадим Павлович. Защита от ионизирующих излучений : справочник. — 5-е изд. — М., 2013. — 494 с.
- Основы радиационной безопасности : [Учеб. пособие для инж.-физ. и инж.-техн. спец. вузов] / В. П. Машкович, А. М. Панченко. — М. : Энергоатомиздат, 1990. — 172,[3] с. : ил.; 21 см; ISBN 5-283-03029-6 :
- Сборник задач по радиоактивным излучениям и защите [Текст] / В. П. Машкович ; Моск. инж.-физ. ин-т. — [Москва] : [б. и.], 1957. — 80 с. : ил.; 29 см.
- Ослабление нейтронов в защитных материалах [Текст] : Учеб. пособие / М-во высш. и сред. спец. образования РСФСР. Моск. инж.-физ. ин-т. — Москва : [б. и.], 1963. — 28 с., 1 л. табл. : граф.; 22 см.
- Сборник задач по дозиметрии и защите от ионизирующих излучений : [Для инж.-физ. и физ.-техн. вузов] / В. И. Иванов, В. П. Машкович. — 3-е изд., перераб. — М. : Атомиздат, 1980. — 247 с. : ил.; 21 см; ISBN В пер.
- Сборник задач по дозиметрии и защите от ионизирующих излучений : [Учеб. пособие для инж.-физ. спец. вузов] / В. И. Иванов, В. А. Климанов, В. П. Машкович. — 4-е изд., перераб. и доп. — М. : Энергоатомиздат, 1992. — 256,[1] с. : ил.; 20 см; ISBN 5-283-03083-0 : Б. ц.
- Радиоактивные изотопы как гамма-излучатели [Текст] / Н. Г. Гусев, В. П. Машкович, Б. В. Вербицкий. — Москва : Атомиздат, 1964. — 279 с. : граф.; 20 см.
- Гамма-излучение радиоактивных изотопов и продуктов деления [Текст] : Теория и таблицы / Н. Г. Гусев, В. П. Машкович, Г. В. Обвинцев. — Москва : Физматгиз, 1958. — 208 с. : схем.; 27 см.

## Награды и звания
Доктор технических наук (1970), профессор (1971).
Лауреат Государственной премии СССР (1981) — за цикл работ по обеспечению радиационной безопасности при использовании источников ионизирующих излучений в народном хозяйстве.